# Réplica (sismología)
Las réplicas de un terremoto son movimientos sísmicos que ocurren en la misma región en donde hubo un temblor o terremoto central (generalmente dentro de una longitud cercana de ruptura). Estos temblores son una consecuencia de readecuaciones de la corteza terrestre alrededor de la falla en que se dio el sismo principal.
Una réplica siempre es de menor magnitud que el sismo principal. En el caso de que una réplica tuviera una magnitud mayor que el sismo principal, es catalogada como el nuevo sismo principal, y el sismo principal original es considerado un sismo premonitor.

## Distribución

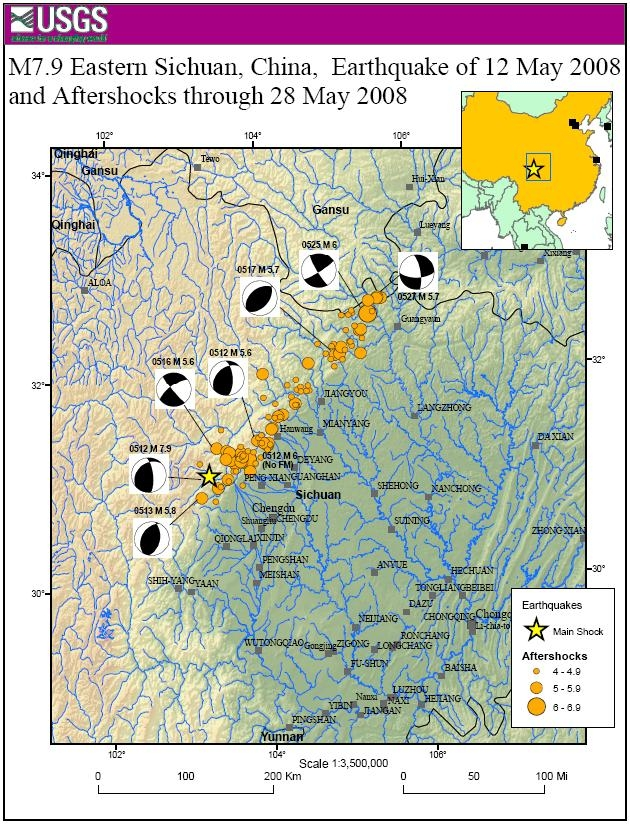

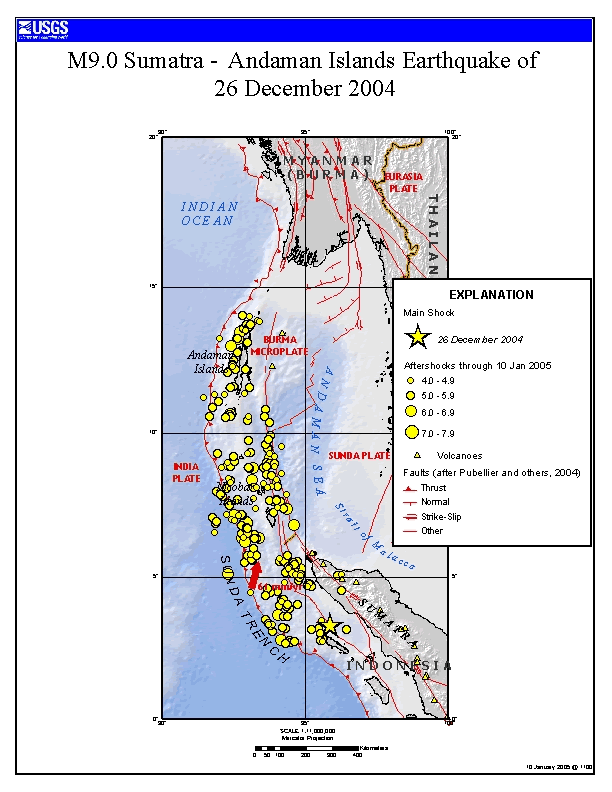

La mayoría de las réplicas ocurren en toda el área de ruptura de la falla y se producen sea a lo largo del plano de falla mismo, sea a lo largo de otras fallas dentro de la región  afectada por la tensión asociada con el sismo principal. Típicamente, las réplicas se producen dentro de una distancia que equivale a la longitud de la ruptura fuera del plano de falla.
El patrón réplicas permite corroborar el tamaño del área que se desplazó durante el sismo principal. En los casos del terremoto del Océano Índico de 2004 y del terremoto de Sichuan de 2008, la distribución de las réplica muestra en ambos casos que el epicentro (el lugar donde se inició la ruptura) se encuentra a un extremo del área de deslizamiento, lo que implica que hubo una propagación muy asimétrica de la ruptura.

## Frecuencia y magnitud
Las réplicas suelen obedecer a una serie de patrones comunes relativos a la frecuencia y magnitud en que ocurren. 

### Ley de Omori
Las réplicas ocurren con un patrón común que sigue la ley de Omori, que es una relación empírica para la decadencia temporal de tasas de réplicas. Omori publicó su obra sobre réplicas de terremotos, en donde afirmó que la frecuencia de las réplicas disminuye bruscamente por el recíproco de tiempo después del sismo principal, en 1894:
{\displaystyle n(t)={\frac {K}{c+t}}}
donde:
- n(t) es el número de sismos n medido en un cierto tiempo t
- K es la amplitud y
- c es el parámetro temporal de compensación

La versión modificada de la ley, usada comúnmente hoy en día, fue propuesta por Utsu en 1961.
{\displaystyle n(t)={\frac {K}{(c+t)^{p}}}}
donde
- p modifica la tasa de decaimiento y típicamente se ubica en un rango 0.7–1.5.

Lo que estas ecuaciones describen es que la tasa en que se producen réplicas decrece rápidamente con el tiempo, pues es proporcional a la inversa del tiempo que pasa desde el sismo principal. De esta forma, sea cual sea la probabilidad de que una réplica se produzca el primer día, el segundo día habrá ½ de las probabilidades del primer día (cuando p es igual a 1), y al décimo día serán aproximadamente 1/10. Estos patrones describen solo el comportamiento de la masa de las réplicas; la cantidad de réplicas, el momento exacto de su ocurrencia y su ubicación son aleatorias, aunque tiendan a seguir dichos patrones. Como esta es una ley empírica, los valores de sus parámetros se obtienen cuadrando los datos obtenidos luego que el sismo principal ocurra, y no tiene una base o significado físico.

### Ley de Bath
Otra ley, conocida como ley de Bath, describe que cualquier sismo típico tiene réplicas de aproximadamente 1 magnitud (en promedio 1.2) menor que el movimiento principal que las origina.

### Ley de Gutenberg-Richter
Las secuencias de las réplicas también suelen seguir la ley de Gutenberg-Richter, que se refiere a la relación entre la magnitud y el número total de terremotos en una región en un determinado período de tiempo.
{\displaystyle \!\,N=10^{A-bM}}
donde:
- {\displaystyle \!\,N} es el número de eventos en un determinado rango de magnitud
- {\displaystyle \!\,M} es la magnitud mínima
- {\displaystyle \!\,A} y {\displaystyle \!\,b} son constantes

En resumen, suelen ocurrir más réplicas pequeñas que réplicas grandes.

## Impacto
Las réplicas pueden ser peligrosas ya que suelen ser impredecibles, pueden tener una gran magnitud, y pueden causar daños y víctimas adicionales al colapso de edificios que ya fueron dañados por el terremoto principal. Los terremotos mayores suelen tener réplicas más fuertes y en mayor número. Las secuencias de réplicas pueden continuar ocurriendo durante años, especialmente tras la ocurrencia de un gran evento sísmico en una zona relativamente tranquila, como por ejemplo en el caso de la falla de Nueva Madrid en EE. UU., donde los eventos sísmicos todavía siguen la secuencia descrita en la ley de Omori desde los principales choques de 1811-1812.
Una secuencia de réplicas es considerada como terminada cuando la tasa de sismicidad retorna a un nivel de fondo, es decir, a un nivel en que no sea detectada ninguna caída adicional en el número de eventos en el curso del tiempo.
El movimiento de la tierra a lo largo de la falla de Nuevo Madrid es solo de 0,2 mm al año. En cambio, la falla de San Andrés en California tiene un desplazamiento promedio de hasta 37 mm al año. Actualmente se cree que la secuencia de réplicas de la falla de San Andrés, tiene una duración no superior a los 10 años, mientras que los eventos sísmicos actuales en la falla de Nuevo Madrid se consideran réplicas del terremoto de Nueva Madrid de 1812, es decir más de 200 años después del sismo principal.

## Sismos iniciales
Muchos científicos esperan que los sismos que empiezan (también conocido como "sismos iniciales") puedan servir para predecir terremotos mayores. La región de fallas de la Dorsal del Pacífico Oriental en particular, demuestra actividad de sismos iniciales antes de que ocurre un evento sísmico mayor.